# سوزان زنر
سوزان زنر (انگلیسی: Susanne Zenor؛ زادهٔ ۲۶ نوامبر ۱۹۴۷) بازیگر اهل ایالات متحده آمریکا است.
از فیلم‌ها یا مجموعه‌های تلویزیونی که وی در آن‌ها نقش داشته است می‌توان به دوباره بنواز، سام، نوزاد، مرد شش‌میلیون‌دلاری و مک‌میلان و همسرش اشاره نمود.